# Telling Stories
Telling Stories è il quinto album in studio della cantautrice statunitense Tracy Chapman, pubblicato il 14 febbraio 2000 dalla Elektra Records.

## Tracce
Testi e musiche di Tracy Chapman.
1. Telling Stories – 3:59
2. Less Than Strangers – 3:22
3. Speak The Word – 4:14
4. It's OK – 4:02
5. Wedding Song – 4:38
6. Unsung Psalm – 4:22
7. Nothing Yet – 3:24
8. Paper & Ink – 4:54
9. Devotion – 2:51
10. The Only One – 3:10
11. First Try – 3:33

## Classifiche

### Classifiche settimanali
| Classifica (2000) | Posizione massima |
| ----------------- | ----------------- |
| Australia         | 33                |
| Austria           | 5                 |
| Francia           | 9                 |
| Germania          | 5                 |
| Irlanda           | 15                |
| Italia            | 14                |
| Norvegia          | 17                |
| Nuova Zelanda     | 10                |
| Regno Unito       | 85                |
| Stati Uniti       | 33                |
| Svezia            | 16                |
| Svizzera          | 2                 |

### Classifiche di fine anno
| Classifica (2000) | Posizione |
| ----------------- | --------- |
| Austria           | 35        |
| Francia           | 37        |
| Germania          | 75        |
| Svizzera          | 26        |